# Festival della Cultura Ebraica a Cracovia

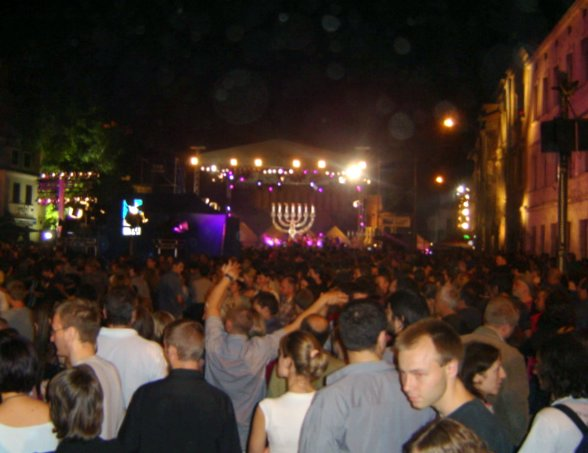
Immagini del Festival

Il Festival della Cultura Ebraica in Cracovia (in polacco Festiwal Kultury Żydowskiej w Krakowie) è un evento culturale che, a partire dal 1988, si svolge ogni anno in uno dei quartieri di Cracovia, il Kazimierz, che ha storicamente sempre ospitato la folta comunità ebraica della città.
Il Festival viene organizzato dalla Società del festival della cultura ebraica con l'obiettivo di educare la popolazione riguardo alla cultura e alla storia ebraica che fiorì in Polonia prima dell'Olocausto. Nel giro di pochi anni è divenuto uno degli eventi culturali più importanti di tutta la Polonia e probabilmente è il più grande festival della cultura ebraica al mondo.
Il festival di solito si tiene a cavallo di giugno e luglio per una durata complessiva di nove giorni, da sabato alla domenica della settimana successiva, durante i quali si tengono manifestazioni, concerti, esibizioni, giochi e letture. I concerti più importanti di tutta la manifestazione sono due: il concerto inaugurale, che si tiene la prima domenica, e il concerto di chiusura, che si tiene nell'ultimo sabato del festival.
Il festival non si limita ad esporre semplici attività di intrattenimento, ma fornisce l'occasione per approfondire i vari aspetti della cultura ebraica come la cucina, la danza, i balli, i canti, la musica fino alla letteratura. Il programma della manifestazione prevede anche di poter visitare le sinagoghe, il cimitero ebraico ed il ghetto. Obiettivo dell'evento è anche sensibilizzare e coinvolgere le persone nelle attività della manifestazione, per questo molto spesso i gentili (i non ebrei) sono invitati a partecipare o assistere alle preghiere ebraiche in sinagoga.